# OSCAR 2
OSCAR 2 (scritto anche OSCAR II) è il secondo satellite radioamatoriale lanciato dal Progetto OSCAR in orbita terrestre bassa . OSCAR II è stato lanciato il 2 giugno 1962 da un lanciatore Agena B Thor-DM21 della base di Vandenberg, Lompoc, California. Il satellite, una scatola rettangolare ( 30 cm × 25 cm × 12 cm (11,8 in × 9,8 in × 4,7 in)  Con un peso di 10 kg, è stato lanciato come payload secondario del satellite  Corona 43, il quinto lancio di un satellite KH-4.
Il satellite impiegava un'antenna di trasmissione monopolare lunga 60 cm estesa dal centro della superficie convessa, ma non aveva alcun sistema di controllo dell'assetto. L'OSCAR II è sopravvissuto per 18 giorni, interrompendo le operazioni il 20 giugno 1962 e rientrando il 21 giugno 1962.
OSCAR 2 ha incorporato alcune modifiche di progettazione rispetto al precedente OSCAR 1 .
- Modificati i rivestimenti termici di superficiali per ottenere un ambiente interno più fresco.
- Modificato il sistema di rilevamento in modo che la temperatura del satellite potesse essere misurata accuratamente quando le batterie si sarebbero esaurite.
- Abbassata la potenza del trasmettitore a 100 mW per prolungare la durata della batteria di bordo.